# Erioptera (Erioptera) parviclava
Erioptera (Erioptera) parviclava is een tweevleugelige uit de familie steltmuggen (Limoniidae). De soort komt voor in het Afrotropisch gebied.